# IPhone 12
Das iPhone 12 ist ein Smartphone aus der iPhone-Reihe des US-amerikanischen Unternehmens Apple. Es ist der Nachfolger des iPhone 11 und wurde von Apple-CEO Tim Cook im Apple Park gemeinsam mit dem mit mehr Features ausgestatteten iPhone 12 Pro am 13. Oktober 2020 erstmals der Öffentlichkeit vorgestellt. Es ist vor allem durch seine zwei Hauptkameras gut von anderen iPhone-Modellen unterscheidbar. Das iPhone 12 gibt es auch mit einem kleineren Display in der Ausführung iPhone 12 mini. Als Prozessor kommt Apples eigener System-on-a-Chip (SoC) Apple A14 Bionic zum Einsatz. Die Vorbestellungsphase für das iPhone 12 begann am 16. Oktober 2020, die Auslieferung an Kunden startete am 23. Oktober 2020. Die Vorbestellung des iPhone 12 mini war ab dem 6. November 2020 möglich, die Auslieferung begann am 13. November 2020.
Erstmals bei einem iPhone verzichtet Apple im Lieferumfang offiziell aus Umweltgründen auf ein Ladegerät sowie EarPods. Lediglich in Frankreich werden aufgrund der Gesetzeslage EarPods mitgeliefert.

## Design
Die auffälligste Neuerung des iPhone 12 ist das Design. Erstmals seit dem iPhone SE ist der Rahmen des Smartphones nicht mehr abgerundet, sondern flach. Das Design ist an das iPad Pro und das neu vorgestellte iPad Air 4 angelehnt. Die Displaygröße beträgt wie im Vorjahr 6,1″.
Das iPhone 12 gibt es in fünf verschiedenen Farben mit den Bezeichnungen Weiß, Schwarz, Blau, Grün und Rot (in Kooperation mit der Initiative Product Red). Die mit dem iPhone 11 eingeführte Farbe Gelb wurde nach einem Jahr wieder aus dem Programm genommen. Auf der Vorderseite gibt es eine Frontkamera, auf der Rückseite haben die Geräte jeweils zwei Kameralinsen. Das Apple-Logo auf der Rückseite befindet sich weiterhin mittig, auch gibt es weiterhin keine Schrift mehr auf der Rückseite. Die Rückseite besteht wie beim Vorgänger weiterhin aus Glas, um induktives Laden zu ermöglichen. Das Glas im Kameragehäuse ist matt, das der restlichen Rückseite glänzend. Alle vier Ecken sind abgerundet. Das iPhone 12 ist 146,7 mm hoch, 71,5 mm breit und 7,4 mm tief. Es hat damit dieselben Maße wie das iPhone 12 Pro. Mit 162 g ist es spürbar leichter als der Vorgänger iPhone 11 (194 g).
In der Rückseite ist zusätzlich, ähnlich dem iPad Pro und iPad Air 4, ein Magnetring verbaut, mit dem es möglich ist, verschiedene Accessoires zu nutzen, wie zum Beispiel das neue MagSafe-Ladegerät, mit dem das iPhone 12 Pro kabellos mit 15 W geladen werden kann.
Der Schacht für die SIM-Karte befindet sich nun nicht mehr mittig auf der rechten Seite des Rahmens, sondern im linken unteren Bereich.
Für den mmWave-5G-Support hat Apple die amerikanische Variante des iPhone 12 mit einer zusätzlichen Antenne ausgestattet. Diese befindet sich im rechten Rahmen. Bei europäischen Modellen fehlt die mmWave-Antenne dagegen. Die in Deutschland erhältlichen iPhone-12-Modelle verfügen im Gegensatz zu den in anderen Ländern wie den USA erhältlichen Modellen über kein Millimeterwellen-Frequenzband, da diese Frequenzen von der Bundesnetzagentur bisher nicht vergeben wurden, wodurch diese weniger Daten übertragen können. Laut einer anderen Quelle sollen ausschließlich die in den USA erhältlichen Modelle ein solches Frequenzband erhalten.
Das iPhone 12 ist nach IEC-Norm 60529 unter IP68 klassifiziert und damit bis zu 30 min in einer Wassertiefe von bis zu 6 m vor Eindringen von Wasser geschützt. Apple übernimmt weiterhin keine Garantie für Wasserschäden. Apple wurde für dieses Verhalten in Italien zu einer Zahlung von 10 Millionen Euro verurteilt.
Aufgrund der COVID-19-Pandemie konnten im Frühling keine Ingenieure nach China reisen, was die Produktion und die Veröffentlichung um einen Monat verzögerte.

## Technische Daten
Neben einem veränderten Design bietet das iPhone 12 auch einige technische Neuerungen. Die Wichtigsten sind:

### 5G
Das iPhone 12 verfügt als erstes iPhone über 5G-Konnektivität. Während das iPhone 12 in den USA auf die Frequenzbereiche FR1 (Sub-6-GHz) und FR2 (mmWave) zurückgreifen kann, verzichtet Apple bei iPhones außerhalb der USA auf den Frequenzbereich FR2. Im mmWave Bereich sind mit dem iPhone 12 Geschwindigkeiten bis zu 2 Gbit/s möglich, im Sub-6-GHz-Netz liegen die Geschwindigkeiten im Bereich von LTE. Erste Tests ergaben, dass die Batterielaufzeit durch die Nutzung von 5G um bis zu zwei Stunden kürzer ausfällt. Aus diesem Grund hat Apple einen sogenannten „Smart Data Modus“ in iOS integriert, welcher je nach Bedarf intelligent zwischen 5G und LTE wechselt und so den Akku schont, auch kann 5G auf Wunsch ganz deaktiviert werden. Mit 5G ist es erstmals möglich, iOS Updates über das Mobilfunknetz zu laden. Als Modem kommt Qualcomms X55 zum Einsatz. Dieser wird im 7-nm-Prozess gefertigt. Es handelt sich um dasselbe Modem wie im iPhone 12 Pro.

### Display
Das Display ist wie beim Vorgänger 6,1″ groß. Anders als bei diesem handelt es sich jedoch nicht mehr um ein LC-, sondern ein OLED-Display. Es hat eine Auflösung von 2532 × 1170 Pixeln, was einer Pixeldichte von 460 ppi entspricht. Sie liegt damit deutlich über der des iPhone 11 (326 ppi). Es unterstützt die Ausgabe von HDR-Inhalten und besitzt den DCI-P3-Farbraum. Das typische Kontrastverhältnis beträgt 2.000.000:1. Die maximale typische Helligkeit beträgt immer noch 625 Nits. Die maximale Helligkeit von 1200 Nits wird nur bei der Wiedergabe von HDR und im automatischen Helligkeitsmodus unterstützt. Diese Helligkeit kann nicht vom Nutzer eingestellt werden. Bis auf die maximale typische Helligkeit entspricht das Display des iPhone 12 dem des iPhone 12 Pro und kann sogar in diesem eingebaut werden. Geschützt ist das Display durch ein „Ceramic Shield“. Dabei handelt es sich um einen Glas-Keramik-Mix, den Apple in enger Zusammenarbeit mit Corning entwickelt hat. Das Display soll dadurch bei Stürzen bis zu vier Mal besser geschützt werden. Produziert werden die Displays von Samsung, LG und BOE.

### Prozessor
Apple baut im iPhone 12 den aus dem iPad Air 4 bekannten A14-Bionic-System-on-a-Chip ein. Bei der Produktion verwendet Apple als erster Hersteller das 5-nm-Herstellungsverfahren von TSMC. Es handelt sich um den gleichen Chip wie im iPhone 12 Pro, jedoch beträgt die Größe des Arbeitsspeichers 4 statt 6 GB. Die verfügbaren Speichergrößen sind 64 GB, 128 GB und 256 GB. Eine 512 GB Variante wie beim iPhone 12 Pro gibt es nicht.

### Kamera
Das iPhone 12 ähnelt in vielerlei Hinsicht den Pro-Modellen, doch ein wesentlicher Unterschied besteht bei der Kamera: Während die Pro-Modelle eine Dreifach-Brennpunkt-Kameraanordnung mit einem LiDAR-Scanner und verschiedene extravagante Zubehörteile enthalten, verfügt das iPhone 12 über eine einfachere und weniger fortschrittliche Doppel-Brennpunkt-Kameraanordnung, die jedoch ebenfalls von einer verbesserten f1.6 Blende sowie dem Nachtmodus profitieren.

### Akku und MagSafe
Der Akku besitzt mit 2.815 mAh dieselbe Kapazität wie beim iPhone 12 Pro. Sie ist damit rund 11 % kleiner als im Vorgänger. Dennoch liegt die Laufzeit auf dem Niveau des iPhone 11, was auf die gesteigerte Effizienz des A14-Bionic zurückzuführen ist. Der Akku unterstützt Schnellladen und kann mit einem entsprechenden Netzteil in 30 min auf 50 % seiner Kapazität geladen werden. Wie üblich kann der Akku nicht durch den Nutzer gewechselt werden.
Alternativ kann das iPhone 12 auch mit jedem Qi-Ladegerät mit 7,5 W kabellos geladen werden. Mit dem neu eingeführten MagSafe-Ladegerät kann das iPhone 12 mit 15 W geladen werden, wenn ein Ladegerät mit 9 V / 2,22 A (20 W Power Delivery 3.0) verwendet wird, wie u. a. das 20-W-Ladegerät von Apple. Ab iOS 17.4 unterstützt das iPhone 12 auch das Laden nach dem Qi2-Standard mit 15 W.
Apple warnt vor der Störung von Medizinprodukten durch iPhone und MagSafe-Zubehör und weist explizit auf die Gefahren für Herzschrittmacher und implantierte ICDs hin. Neben der Rücksprache mit einem Arzt und dem Hersteller des Medizinprodukts empfiehlt Apple einen Abstand von mehr als 15 cm zu Herzschrittmacher oder Defibrillator. Während des Ladevorgangs empfiehlt Apple einen Abstand von mehr als 30 cm. Die Detroiter Kardiologen Greenberg, Altawill und Singh haben bestätigt, dass ein iPhone 12 die lebensrettende Schockfunktion von Defibrillatoren deaktivieren kann, wenn das iPhone bspw. in der Brusttasche in der Nähe des Defibrillators getragen wird. Ein Artikel der Gelben Liste thematisierte das Problem anhand einer kleinen Fallstudie der American Heart Association.

## iPhone 12 mini
Die technischen Spezifikationen des iPhone 12 mini stimmen mit denen des iPhone 12 weitgehend überein. Die Unterschiede sind:
- Das iPhone 12 mini hat eine kleinere Bildschirmdiagonale von 5,4″, mit einer Auflösung 2340 × 1080 Pixel (entspricht 476 ppi). Damit ist es das iPhone mit der höchsten Pixeldichte.
- Die Gehäuseabmessungen (H × B × T) betragen 131,5 mm × 64,2 mm × 7,4 mm. Damit ist das iPhone 12 mini rund 7 mm kleiner als das iPhone SE (2. Generation), hat aber aufgrund des randlosen Designs ein 0,7″ größeres Display. Das Gewicht beträgt 133 g.
- Über MagSafe kann das iPhone 12 mini mit maximal 12 W geladen werden.[4] Die Akkukapazität beträgt 2.227 mAh.[20] Die Akkulaufzeit ist etwas kürzer als beim iPhone 12. Nach Angaben von Apple beträgt sie bis zu 15 Stunden bei der Video- sowie bis zu 50 Stunden bei der Musikwiedergabe.
- Die Produktion wurde kurz nach dem Marktstart eingestellt.

## Erklärung der Agence Française Nationale des Fréquences
Am 12. September 2023 erklärte die französische Strahlenaufsicht Agence Française Nationale des Fréquences (ANFR), das Modell iPhone 12 sende elektromagnetische Wellen aus, die über dem für den menschlichen Körper erlaubten Grenzwert liegen. ANFR habe den Technologiekonzern Apple angewiesen, das iPhone 12 ab sofort aus dem Verkauf zu nehmen und bereits im Umlauf befindliche Modelle zu überarbeiten, um sie »in Übereinstimmung mit der Norm« zu bringen.
Apple protestierte gegen die Erklärung der ANFR, veröffentlichte aber mit iOS 17.1 ein Update, das die Strahlung auch dann absenkt, wenn kein Körperkontakt erkannt wird.

## Preisgestaltung
Zur Markteinführung 2020 kostete das iPhone 12 mini 799 € für 64 GB, 849 € für 128 GB und 969 € für 256 GB. Das iPhone 12 kostete jeweils 100 € mehr, also 899 € für 64 GB, 949 € für 128 GB und 1069 € für 256 GB.
Mit der Veröffentlichung des iPhone 13 und iPhone 13 mini am 14. September 2021 wurden die Preise gesenkt. Das iPhone 12 mini kostete fortan 679 € für 64 GB, 729 € für 128 GB und 849 € für 256 GB. Das iPhone 12 kostete von nun an so viel, wie das iPhone 12 mini zuvor kostete. Das heißt 799 € für 64 GB, 849 € für 128 GB und 969 € für 256 GB.
Nach der Vorstellung des iPhone 14 am 7. September 2022 wurde der Verkauf des iPhone 12 mini eingestellt. Das iPhone 12 wurde am 13. September 2023 von der offiziellen Apple Homepage entfernt.
| Modell         | Speicher | 16. Oktober 2020 | 6. November 2020 | 14. September 2021 | 7. September 2022 |
| -------------- | -------- | ---------------- | ---------------- | ------------------ | ----------------- |
| iPhone 12 mini | 64 GB    | —                | 799 € (953 €)    | 679 € (786 €)      | —                 |
| iPhone 12 mini | 128 GB   | —                | 849 € (1.013 €)  | 729 € (843 €)      | —                 |
| iPhone 12 mini | 256 GB   | —                | 969 € (1.156 €)  | 849 € (982 €)      | —                 |
| iPhone 12      | 64 GB    | 899 € (1.072 €)  | 899 € (1.072 €)  | 799 € (924 €)      | 799 € (865 €)     |
| iPhone 12      | 128 GB   | 949 € (1.132 €)  | 949 € (1.132 €)  | 849 € (982 €)      | 849 € (919 €)     |
| iPhone 12      | 256 GB   | 1069 € (1.275 €) | 1069 € (1.275 €) | 969 € (1.121 €)    | 969 € (1.049 €)   |